# Елмалъ (квартал)
„Елмалъ“ (на турски: Elmalı) е квартал в район „Бейкоз“ в Истанбул, Турция. Намира се в анадолската част на града, на 3 km от центъра на района.